# Parafia św. Hermana z Alaski w Port Graham
Parafia św. Hermana z Alaski w Port Graham – jedna z 9 parafii tworzących dekanat Kenai diecezji Alaski Kościoła Prawosławnego w Ameryce.